# Hideyuki Ujiie
Hideyuki Ujiie (氏家 英行 Ujiie Hideyuki?, nacido el 23 de febrero de 1979 en Tokio) es un exfutbolista japonés. Jugaba de centrocampista y su último club fue el Tonan Maebashi de Japón.

## Trayectoria

### Clubes
| Club             | País  | Año         |
| ---------------- | ----- | ----------- |
| Yokohama Flügels | Japón | 1998        |
| Omiya Ardija     | Japón | 1999 - 2004 |
| Thespa Kusatsu   | Japón | 2005        |
| Tonan Maebashi   | Japón | 2006 - 2014 |

## Palmarés

### Títulos nacionales
| Título             | Club             | País  | Año  |
| ------------------ | ---------------- | ----- | ---- |
| Copa del Emperador | Yokohama Flügels | Japón | 1998 |